# Micromyzus nikkoensis
Micromyzus nikkoensis är en insektsart. Micromyzus nikkoensis ingår i släktet Micromyzus och familjen långrörsbladlöss. Inga underarter finns listade i Catalogue of Life.